# Fusobacterium
Fusobacterium — рід волокнистих, анаеробних, грам-негативних бактерій, які схожі з представниками відділу Bacteroidetes. Окремі види цього роду спричинюють декілька людських хвороб, зокрема фузоспірохетозний фарингіт, періодонтит, синдром Лем'єра, і деякі тропічні виразки шкіри. У людей вони складають істотну частку бактерій мікрофлори кишечнику, і знайдені в різних частинах травного тракту.